# Sony Xperia M5
Sony Xperia M5 — це пило- й волого- непроникний Android-смартфон середнього класу, розроблений і виготовлений компанією Sony, який є наступником Xperia M4 Aqua. Телефон був представлений 3 серпня 2015 разом з Xperia C5 Ultra. Продається як телефон «середнього цінового уровня», який знаходиться між своїм попередником, M4 Aqua, і флагманом Xperia Z5.
Як і його попередник Xperia M4 Aqua, Xperia M5 має клас захисту від води та пилу IP65/IP68. Головною особливістю телефону є 21,5-мегапіксельна задня камера, ISO 3200 та 0,25-секундний гібридний автофокус, який використовує фазовий автофокус.

## Технічні характеристики

### Апаратне забезпечення
Пристрій має 5,0-дюймовий (130 мм) дисплей 1080p. Пристрій має рейтинг IP65 і IP68, та оснащений двоядерним процесором MediaTek HelioX10 MT6795 з тактовою частотою 2,0 ГГц та 3 ГБ оперативної пам'яті. M5 має незнімний акумулятор ємністю 2600 мА·г. Камера оснащена сенсором зображення Sony Exmor RS, а також світлочутливістю аж до ISO 3200 та діафрагмою f/2.2. У пристрої також є гібридне автофокусування, який використовує фазовий автофокус і автофокус із виявленням контрасту, який здатний сфокусуватися на об'єкті протягом 0,25 секунд. Пристрій поставляється з внутрішнім сховищем об'ємом 16 ГБ та можливістю розширення через картку microSDXC до 200 ГБ.

### Програмне забезпечення
Xperia M5 поставляється з попередньо встановленою Android 5.0 «Lollipop», а також з інтерфейсом користувача і програмним забезпеченням Sony. Sony випустила оновлення до Android 6.0 «Marshmallow» для телефону.

## Відгуки
Xperia M5 в цілому виявився добре прийнятим критиками. Sony похвалили за покращену камеру телефону, більш тривалий час автономної роботи та більший обсяг внутрішнього сховища.

## Продажі
Старт продажів дво-SIM-очного варіанта Xperia M5 відбувся 9 вересня 2015 року в Індії та Гонконгу. Sony також оголосила на початку 2016 року про продаж M5 у Великій Британії, незважаючи на те, що спочатку подібне рішення не входило до їхніх планів.

## Технічні проблеми
Іноді телефон сам відключається, доки не буде підключено джерело живлення через USB-кабель. Sony прокоментувала проблему та підтвердила, що більшість моделей першої партії цього телефону мали проблеми та були несправні, і що клієнти з пошкодженими телефонами можуть відремонтувати їх, замінивши нову батарею в офіційному сервісному центрі Sony.